# Kundenbezogene Strategie
Die kundenbezogenen Strategien sind ein Element des Key-Account-Managements, das selbst ein Teil einer Unternehmensstrategie darstellt. Diese können gruppiert werden in das Produkt, den Service und den Lieferanten.
Die Key-Account-Managements und die kundenbezogenen Strategien lassen sich mithilfe des Business Model Canvas in Bezug setzen und anschaulich visualisieren. Dies ist ein Konzept, um ein Geschäftsmodell zu beschreiben und zu überarbeiten. Über eine Betrachtung der wesentlichen Bausteine kann eine Unternehmensstrategie entwickelt werden. Dieses Model ist aus neun Bausteinen aufgebaut, bei der auf der einen Seite die Kunden, auf der anderen Seite die Partner dargestellt werden. Das Konzept des Business Model Canvas ist die Grundlage für das Project Canvas, wobei sich jedoch die einzelnen Bausteine der Methoden unterscheiden.

## Zweck eines Unternehmens
Laut Peter Drucker besteht das Ziel eines Unternehmens nicht in der Gewinnmaximierung, sondern darin, Kunden zu finden, die sich für die Produkte interessieren. Ein Aspekt bestehe dabei in einem aktiven Marketing. Der Kunde bestimme durch seine Anforderungen den Markt, während die Unternehmer ihre Produkte, welche den Kundenbedürfnissen entsprechen sollten, auf dem Markt präsentierten.
Ein weiterer Aspekt für den Kunden sei die Innovation. Dabei solle das Unternehmen versuchen, in wesentlichen Punkten der Produkt-, Prozess- oder Servicequalität durch die Innovation besser zu sein als seine Konkurrenten. Außerdem sei es hilfreich, dass das Produkt mehreren Anforderungen der Kunden entspreche. Die Innovation lasse sich durch niedrigere Preise eines Produkts, aber auch durch eine neue Verwendungsart umsetzen.
Abschließend lasse sich sagen, dass der Zweck eines Unternehmens vom Kunden selbst bestimmt werde. Die Eigenschaften müssten den Kundenbedürfnissen entsprechen und sollten deshalb aus der Sicht des Kunden betrachtet und festgelegt werden. Der Kunde spiele somit eine wesentliche Rolle bei der Unternehmensplanung und in den Produktionsprozessen.

## Kundenbezogene Strategien des Qualitätsmanagements

### Kundenportfolio
Zunächst sollten die Fragen gestellt werden, welchen Nutzen die Strategie für das eigene Unternehmen und für den Kunden hat, insbesondere hinsichtlich der Differenzierung in der Qualität zum Wettbewerb.
Ausgangspunkt ist die Erstellung eines Kundenportfolios. Es werden die wichtigsten Entscheidungsgesichtspunkte miteinander verglichen und in einer zweiseitigen Betrachtung mithilfe einer Portfolio-Matrix die Sicht des Unternehmers auf den Kunden und außerdem die Sicht des Kunden auf das eigene Unternehmen dargestellt. Mithilfe der Portfolioanalyse werden Informationen über die Wettbewerbssituation und Attraktivität des Kunden gesammelt und bewertet. Daraus lassen sich Erkenntnisse für die Gestaltung neuer Beziehungen oder möglicher Strategien gewinnen. Die Kunden werden einem von vier Matrizenfeldern zugeordnet und so in verschiedene Kundengruppen eingeteilt.
Das Feld Entwicklungskunden beschreibt die Kunden, deren Bedeutung noch nicht erkennbar ist. Meist sind neue oder seltene Kunden in dieser Gruppe einzuordnen. In einem Feld wird die Gruppe der Premiumkunden, der sogenannten „Key Customers“ angesiedelt. Diese Kunden sind für das Unternehmen am wichtigsten, da sie lange Kundenbeziehungen vorweisen können, regelmäßig einkaufen und einen wesentlichen Teil des Umsatzes ausmachen. Mithilfe dieser Kunden wird das Unternehmen weiterempfohlen. Wegen ihrer Zuverlässigkeit sollten sie daher gut betreut und gehalten werden. Außerdem gibt es noch die Absteiger oder Verzichtskunden, welche für das Unternehmen einen geringen Wert haben, da hierbei meist der Umsatz geringer als die durch den Kunden verursachten Kosten ist.

#### Kundenakzeptanz
Ein weiterer Aspekt des Kundenportfolios ist die Kundenakzeptanz, also die Anforderungen des Kunden an den Unternehmer. Einen nicht unerheblichen Wert spielt dabei der Vorteil eines Produktes gegenüber den bisherigen Produkten und die aktuelle Wettbewerbssituation in diesem Segment. Jedoch wird dies von jedem Kunden je nach Nutzung verschieden wahrgenommen. Außerdem erwarten Kunden ein Produkt, dessen Bedienung je nach Kenntnisstand und Nutzungsweise schnell erlernt werden kann. Ein weiterer Aspekt ist, wie gut das Produkt den Kunden präsentiert werden kann, zum Beispiel mithilfe von Werbung. Diese Kriterien können durch Fragen an den Kunden oder einem Profil des Kunden über den Lieferanten ermittelt und durch die Kunden gewichtet werden, wodurch man eine objektive Bewertung des Lieferanten bekommt. So ist es auch möglich, die Leistungen der verschiedenen Anbieter zu vergleichen.

#### Notwendige Qualitätsmerkmale
Anhand der Kundenportfolioanalyse lässt sich erkennen, welche Anforderungen das gewählte Kundensegment an das Produkt hat. Hierzu ist es notwendig, das richtige Maß an Qualität zu finden und die für die Kunden wichtigen Merkmale qualitativ hochwertig auszuführen, da die Auffassung des Kunden ausschlaggebend für seine Qualitätsbewertung ist. Zum Beispiel besteht die Möglichkeit, durch geschulte Probanden die nötigen Eigenschaften eines Qualitätsmerkmales festzustellen. Durch eine Analyse lässt sich feststellen, welche Eigenschaften die Kunden an dem Produkt für notwendig empfinden und wie dies realisiert werden kann. Hilfreich ist hierbei zum Beispiel das Kano-Modell. Vorrangig gilt also, auf die kundenspezifischen Produktmerkmale Wert zu legen und diese dem Kundenwunsch entsprechend umzusetzen.

#### Wettbewerbsstrategien bezüglich der Qualität
Bei der Anpassungsstrategie will das Unternehmen seine Strategie nach der Strategie des Kunden richten und ihm somit behilflich sein, seine eigene Strategie zu verwirklichen. Dafür ist jedoch eine Anpassung und Verknüpfung der beiden Strategien notwendig, woraus eine ständige Qualitätsverbesserung resultiert. Da hierbei die Kompetenzen verbunden wurden, zieht das Unternehmen als Lieferant auch für andere Kunden seinen Nutzen daraus. Voraussetzung für das Unternehmen ist jedoch, dass es sowohl über die Stärken, als auch über die Schwächen des Kunden und seine Anforderungen informiert ist.
1. Differenzierungsstrategie: Das Unternehmen möchte die Wünsche seiner Kunden erfüllen, aber auch sich von der Konkurrenz abheben. Die Aufgabe des Unternehmens ist es nun, die Merkmale, auf welche sich der Kunde spezialisieren möchte, zu ergründen und gemeinsam zu verfolgen.
2. Qualitätsvorsprungsstrategie: Das Unternehmen möchte sich gegenüber der Konkurrenz durch bessere Qualität beweisen, was einer Variante der Differenzierungsstrategie entspricht. Der Lieferant muss erkennen, welche Qualitätsmerkmale beabsichtigt sind und wie sie sich am besten umsetzen lassen.
3. Nischenstrategie: Diese Strategie ist ebenfalls eine Variante der Differenzierungsstrategie und befasst sich damit, dass das Unternehmen als Marktführer oder alleiniger Anbieter in einem bestimmten Marktbereich tätig sein will. Deshalb ist zunächst zu eruieren, welche Erwartungen die Kunden in diesem Bereich haben. Das Unternehmen kann dabei behilflich sein, die angestrebte Position zu sichern und zu erweitern.
4. Softwareprofilierung: In diesem Fall möchte sich das Unternehmen über gute Beratung bekannt machen, was in den Dienstleistungsbereichen oft genutzt wird. Das Unternehmen sollte hierbei seine Leistungen erweitern.
5. Strategie der Kostenführerschaft: Dabei möchte das Unternehmen möglichst die niedrigsten Preise in seinem Segment anbieten. Mithilfe einer geeigneten Lieferantenstruktur können durch große Produktionsmengen und eine ständige Kontrolle der Kosten Einsparungen vorgenommen werden.
6. Strategie der Zeitführerschaft: Bei dieser Unternehmensstrategie möchte das Unternehmen sich durch seine Schnelligkeit hervorheben.
7. Zeit-Qualitäts-Kosten-Führerschaft: Diese Strategie entspricht dem „Lean Management“. In diesem Fall sollen alle Arbeitsschritte abgestimmt sein, um durch verbesserte Produktivität ein den Kundenanforderungen entsprechendes Produkt zu erzielen und so den Erfolg des Unternehmens zu steigern. Das Unternehmen muss sich selbst in die Lage des Kunden begeben, um ihm entsprechende Leistungen bieten zu können.
Neben der Anpassungsstrategie, bei welcher der Lieferant sich dem Kunden anpasst, gibt es noch die Gestaltungsstrategie. Hierbei wird die Strategie des Kunden durch das Unternehmen neu gestaltet.

#### Strategien des Erwartungsmanagements
Im Erwartungsmanagement kommt es darauf an, die gelieferte Leistung an die Kundenerwartung anzupassen. Dabei ist es relevant, die Kundenerwartung in seinem Sinne zu steuern, um beispielsweise nicht in eine so genannte „Erwartungsspirale“ zu geraten, in der die Leistung durch induzierte Erhöhung der Kundenerwartung immer gesteigert werden muss. Für die Kundenbezogene Strategie ist es erheblich, um was für eine Gruppe von Kunden es sich handelt. Liegen Kunden mit relativ homogenen Erwartungen und Bedürfnissen vor, kann eine undifferenzierte Strategie verfolgt werden. Bei heterogenen Kundenbedürfnissen muss dementsprechend eine differenzierte Strategie erarbeitet werden.
Um die Kundenbedürfnisse zu strukturieren, bietet es sich an, seine Strategie nach den drei Phasen des Kundenlebenszyklus zu variieren, die zuerst aus einer Kundengewinnungs-Strategie mit anschließender Bindung und danach gegebenenfalls aus der Rückgewinnung verlorener Kunden besteht.
1. Akquisitionsbezogene Erwartungsstrategien
Bei der Kundengewinnung sollte zwischen erwünschten und unerwünschten Kunden unterschieden werden, um so gezielt sein Interesse verfolgen zu können. Ziel ist es vor allem die erwünschten, wertvollen Kunden zu gewinnen. Dazu sollen die prädiktiven Erwartungen gestärkt werden, da eine hohe prädiktive Erwartung für eine hohe Kaufabsicht spricht. Gleichzeitig sollten die normativen Erwartungen hochgehalten werden, um zu verhindern, dass Kunden an die Konkurrenz verloren gehen. Die weniger erwünschten Kunden sollen erwartungsstrategisch so wenig wie möglich angesprochen werde, um so gezielt die Kaufabsicht zu senken.
2. Bindungsbezogene Erwartungsstrategien
Auch hier ist es wichtig, eine Differenzierung der Kunden vorzunehmen. Um die Strategie optimal anzupassen, ist es sinnvoll, zwischen zufriedenen und unzufriedenen Kunden zu unterscheiden. Für die zufriedeneren Kunden gilt wegen der bereits „hohen wahrgenommenen Dienstleistungsqualität“, dass für eine weitere Bindung nicht unbedingt eine Erhöhung der prädiktiven Erwartungen erforderlich ist. Hingegen ist darauf zu achten, die normativen Erwartungen etwas zu senken, um auf der Erwartungsseite der Kunden auch in Zukunft eine Kundenzufriedenheit zu erhalten. Bei den unzufriedenen Kunden ist es erforderlich, eine hohe prädikative Erwartungen zu erhalten, um die, durch die negativ wahrgenommene Qualität der Dienstleistung, entstehenden schlechten Verhaltensabsichten auszugleichen. Ebenfalls ist wichtig, die normativen Erwartungen stark zu senken, um für die Zukunft weiterhin ein als höher wahrgenommene Dienstleistungsqualität zu sichern.
3. Rückgewinnungsbezogene Erwartungsstrategien
Wie bei der Kundenbindung sollte zwischen zufriedenen und unzufriedenen Kunden unterschieden werden. Bei solchen Kunden, bei denen trotz Zufriedenheit die Gefahr besteht sie zu verlieren, reicht die positive Wahrnehmung der Dienstleistung nicht aus. Die Kundenzufriedenheit muss durch Erhöhung der prädiktiven Erwartung erreicht werden. Zusätzlich ist es sinnvoll wie bei der Akquisitionsstrategie eine hohe normative Erwartung anzustreben.
Bei den unzufriedenen Kunden muss anders verfahren werden. Die prädiktiven Erwartungen sollen ebenfalls hoch sein, hingegen muss die normativer Erwartung gesenkt werden, da hier wahrscheinlich die Ursache der Unzufriedenheit liegt, durch Nicht-Erfüllung der eigenen Erwartung. Grundsätzlich ist entscheidend, die Kunden zu differenzieren, da nicht pauschal gilt, dass es positiv ist, eine hohe prädiktive und eine niedrige normative Erwartung anzustreben.

### Qualität der Prozesse
Die Prozessqualität der kundenbezogenen Strategien in Bezug auf das Qualitätsmanagement möchte erreichen, dass der Kunde das von ihm notwendige Produkt in der notwendigen Zeit und in der notwendigen Qualität erhält. Außerdem können durch gute Planung dieser Prozesse auch Kosteneinsparungen oder kürzere Produktionszeiten erreicht werden, was wiederum die Qualität des Produktes steigert. Bei der angestrebten Verwirklichung spielen viele unterschiedliche Faktoren eine Rolle. Einerseits müssen sowohl die zur Produktion verwendeten Rohstoffe fehlerfrei sein, andererseits sollte das Endprodukt ebenfalls keine Mängel aufweisen. Deshalb ist es sinnvoll, die Prozessqualität anhand des Ausschusses oder anderen Fehlern zu beurteilen und die dadurch entstandenen Kosten zu berechnen. Durch eine Aufarbeitung dieser Mängel wird die Prozessqualität gesteigert und die geleistete Arbeit damit auch effizienter und effektiver. Je nachdem, um welche Art von Unternehmen es sich handelt, liegt der Schwerpunkt bei der Prozessqualität auf verschiedenen Merkmalen. Mögliche Strategien für eine gute Prozessqualität sind zum Beispiel das Lean Management oder die Lean Production. Andererseits sind auch TQM oder Six Sigma Methoden, um die Qualität des Prozesses und damit die Zufriedenheit des Kunden weiter zu steigern.

### Produktqualität
Anhand der Portfolio-Analyse können die Anforderungen der verschiedenen Kundensegmente an das Produkt ergründet werden. Je nach den Wünschen der Kunden wird die Qualität der Produkte in verschiedenen Aspekten gewichtet. Gute Produktqualität spiegelt sich also in der Zufriedenheit des Kunden wider. Außerdem gilt in Deutschland eine Mindestanforderung der Produktqualität durch den Staat.
Einen weiteren Gesichtspunkt in der Produktqualität stellen die Mitarbeiter dar. Die Produktqualität wird nachweislich durch die Motivation und Zufriedenheit der Mitarbeiter verbessert. Außerdem spielen die Lieferanten eine wichtige Rolle. Diese sollten Kenntnisse darüber haben, ob sie bevorzugt geringere Qualität zu einem niedrigen Preis oder hohe Qualität und damit auch zu einem höheren Preis liefern sollen. Ein Grundsatz des Toyota Produktionssystems besagt zum Beispiel, dass durch die Eliminierung von Verschwendung und Störungen gleichzeitig die Grundlage für Qualität zu geringen Kosten in den Produkten gelegt werden kann. Um dies zu erreichen, sollte etwa bei einer Störung einer Maschine fünf Mal nach dem „Warum“ gefragt werden. Dadurch lassen sich diese Störungen in Zukunft vermeiden und eine Verschwendung von Arbeitszeit und Arbeitern verhindern. Als Konsequenz daraus resultiert eine höhere Qualität des Produktes. Die Beseitigung der Verschwendung zieht weitere Vorteile mit sich. Ein Aspekt hierbei ist, dass in allen Prozessschritten nur notwendige Teile hergestellt werden um Überproduktion zu vermeiden. Andererseits kann die Effizienz jedes Arbeiters und der verschiedenen Teams durch die Eliminierung von Verschwendung gesteigert werden. Letztendlich zielen all diese Maßnahmen auf die Erzeugung von Produkten von höchster Qualität zu geringen Kosten.
Um die Produktqualität beurteilen zu können, müssen die Bedürfnisse und Ansprüche der Kundensegmente betrachtet werden. Somit lässt sich durch eine gute Prozessqualität und den Einsatz von Six Sigma eine dem Preis entsprechende Qualität des Produktes erzielen. Dabei ist zu beachten, dass das Produkt den im Kundensegment geforderten Ansprüchen entspricht.

### Potential
Das Potential eines Unternehmens lässt sich zum Beispiel über die Qualität als Unternehmensimage darstellen. Die Firma gewinnt ihre Kunden durch ihre besondere Herausstellung z. B. als Markenunternehmen. Ein weiteres mögliches Potential im Hinblick auf das Qualitätsmanagement ist die Größe eines Unternehmens, da Kunden bei einer größeren Firma auf langfristige Existenz und damit auch auf Service und Garantie hoffen. Diese und weitere Kriterien sind unter anderem im EFQM-Model betrachtet. Dabei werden die Kriterien der Potentiale des Unternehmens den Ergebnissen gegenübergestellt. Diese Ansätze gelten als Orientierungspunkte und ergeben je nach Gewichtung verschiedene Schwerpunkte im Unternehmenspotential.

## Kritik
Andere Quellen erklären, dass es keine Strategieklassifikation im herkömmlichen Sinn gebe, sondern nur eine Strategie mit dem Kunden möglich sei. Da jedoch eine Vielzahl unterschiedlicher Kunden existieren, sind auch viele Strategien vorhanden. Es lässt sich nicht eine Strategie auf alle Kundenarten verallgemeinern, jedoch kann man die ausgewählte Strategie als Leitfaden verwenden.